# Libertas Film Festival
Libertas Film Festival är en internationell och sedan 2005 årligen återkommande filmfestival för främst independentfilm i Dubrovnik i Kroatien. Den äger vanligtvis rum under några dagar i juli då film visas på olika platser, ibland under bar himmel, i Dubrovniks gamla stad. I filmfestivalens program ingår Midnight Madness då filmer i genren horror och thriller visas. Filmer som får bäst betyg av publiken tilldelas priser.
Filmfestivalens namn kommer från Dubrovniks historiska motto, Libertas. 

### Fotnoter
1. 1 2  Moj-film.hr (kroatiska)
2. 1 2  Dubrovniks turistförening[död länk] (engelska)